# Pinshape
Pinshape Inc. là một cộng đồng và thị trường in 3D trực tuyến có trụ sở tại Vancouver, British Columbia, Canada. Nó cho phép các nhà thiết kế chia sẻ và bán các thiết kế có thể in 3D của họ và những người có máy in 3D để in các thiết kế đó trên máy in của riêng họ.

## Thông tin cơ bản
Pinshape được thành lập vào năm 2013 bởi Lucas Matheson (CEO), Nick Schwinghamer (COO) và Andre Yanes (CTO). Trang web là một thị trường giới thiệu công việc kỹ thuật số của các nhà thiết kế 3D từ khắp nơi trên thế giới. Các nhà thiết kế in 3D đặt giá của riêng họ cho các tệp thiết kế của họ và cũng chọn giấy phép để cung cấp tác phẩm của họ theo (Creative Commons hoặc giấy phép khác). Những người có máy in 3D có thể duyệt qua lựa chọn thiết kế và sau đó lấy tập tin miễn phí để tự in hoặc trả tiền cho nhà thiết kế để truy cập tệp trước khi in.
Các thiết kế tìm thấy trên Pinshape có thể được tải trực tiếp nếu nhà thiết kế cho phép, hoặc chúng có thể được gửi trực tiếp tới máy in 3D của người dùng bằng cách sử dụng trải nghiệm trình duyệt trực tiếp để loại bỏ nhu cầu truy cập tệp nguồn thiết kế và do đó, tăng bảo mật sở hữu trí tuệ (IP). Bằng cách sử dụng công nghệ truyền trực tuyến và cắt tập tin trên đám mây, nhà thiết kế có tùy chọn tính phí cho mỗi bản in để các tệp 3D không được lưu trữ trên máy tính của khách hàng. Pinshape cũng cho phép người dùng xem xét thiết kế và chia sẻ cài đặt họ đã sử dụng để in ra các tệp.
Vào ngày 30 tháng 3, công ty đã thông báo về việc đóng cửa."Giá trị của thị trường in 3D là hiển nhiên trong dài hạn, nhưng đối với nhiều người, con đường kiếm tiền không quá rõ ràng. Một phần thách thức của chúng tôi là chứng minh một con đường tài chính", được viết trên trang web của họ.
Pinshape đã được mua lại bởi Formlabs vào ngày 3 tháng 5 năm 2016.

## 500 công ty khởi nghiệp
Pinshape được chọn và tham dự chương trình tăng tốc 500 Startups ở Mountain View, California như một phần của Batch 9, từ tháng 4 đến tháng 7 năm 2014. Họ là một trong 30 công ty được lựa chọn từ hơn 1400 ứng viên tham gia chương trình 4 tháng.